# اوقتای آغایف
اوقتای آغایف (به ترکی آذربایجانی: Oqtay Ağayev) (۷ نوامبر ۱۹۳۴، باکو -۱۳ نوامبر ۲۰۰۶) از خوانندگان اهل آذربایجان بود.
وی در سال ۱۹۵۳ وارد مدرسه موسیقی آصف زینالی شد. در سال ۱۹۵۶ تک‌خوان ارکستر استرادا دولت آذربایجان به رهبری رئوف حاجیف شد.

## آلبوم‌ها
- Ötən gunlər
- gözlərinin nuru
- Qaytar Eşgimi